# 延巴克圖 (加利福尼亞州)
廷巴克圖（英語：Timbuctoo）:873是位於美國加利福尼亞州尤巴縣的一個非建制地區。該地的面積和人口皆未知。

## 地理
廷巴克圖的座標為39°13′01″N 121°19′07″W / 39.21694°N 121.31861°W，而該地的平均海拔高度為121米（即397英尺）。